# Raven Baxter
Raven Lydia Baxter è la protagonista delle serie di Disney Channel Raven e A casa di Raven, ed è interpretata da Raven-Symoné.

## Informazioni sul personaggio
Raven Baxter è una simpaticissima adolescente con la particolarità di poter prevedere il futuro, ma è anche molto sfortunata, visto che quasi in ogni episodio le succede qualcosa di comico. Ciononostante, è molto ottimista. Sorride quasi sempre, anche subito dopo essersela vista con i suoi "piccoli problemi".
Raven, come si può vedere in molte puntate, non è felice di essere una veggente per via dei "problemini" creati dalle visioni. Infatti spesso sono esse ad originarli, alcune volte è proprio lei a far avverare le sue visioni di guai quando cerca di ottenere il contrario. Tuttavia, insieme ai suoi amici, Raven riesce a risolvere tutto o quasi.

## Amici
I suoi migliori amici sono Eddy e Chelsea. Oltre alla famiglia solo loro due conoscono il segreto di Raven (è sensitiva).

## Amori
- Raven durante la seconda stagione è stata fidanzata con Devon Carter, un ragazzo che frequenta la sua stessa scuola. Si sono fidanzati durante l'episodio Ah, Questi Fratelli... per poi lasciarsi, a causa del trasferimento di Devon, nell'episodio Oggi Sposi. Nello spin-off A casa di Raven, si scoprirà che i due si sono sposati, hanno avuto due figli, i gemelli Nia e Booker, e poi hanno divorziato.
- Nella quarta ed ultima stagione si è fidanzata con Eddie durante l'episodio Anime gemelle.

## Curiosità
- Nella versione originale in inglese, il personaggio di Raven possiede numerose frasi o esclamazioni distintive usate molteplici volte durante la serie. In italiano vengono spesso tradotte in modo diverso nell'arco degli episodi. Le più comuni sono "Oh, snap!" (che in italiano è reso, fra i tanti modi, come "Accidenti!"), "Gotta go!" (in italiano "Devo andare!"), "I'm OK!" (in italiano "Sto bene!"), "My bad!" (in italiano "Colpa mia!") e "Yup, that's me!" (in italiano "Sì, sono io!"), presente anche nella sigla (in A casa di Raven diventa "Yup, that's us!", cioè "Sì, siamo noi!").
- Raven è una fan di London Tipton e Hannah Montana.
- Nella quarta stagione Raven riesce a coronare il suo sogno: infatti lavorerà per la stilista di fama internazionale Donna Cabonna.